# التاريخ الطبيعي (موسوعة)

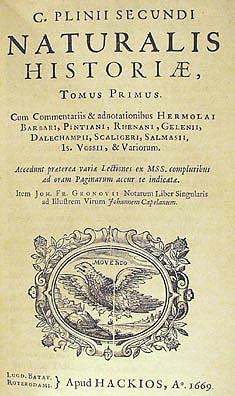
غلاف طبغة لموسوعة التاريخ الطبيعي Naturalis historia تعود إلى سنة 1669.

التاريخ الطبيعي (باللاتينية: Naturalis Historia) موسوعة قديمة للمؤرّخ الروماني بلينيوس الأكبر، نشرها بين عامي 77 - 79 للميلاد. تعدّ هذه الموسوعة واحدةً من أكبر الأعمال الفرديّة التي بقيت من عهد الإمبراطوريّة الرومانيّة إلى العصر الحديث. كان قصد هذه الموسوعة تغطية المواضيع المعرفيّة حسب ما كان يحيط به العلم في العهد القديم، لذلك فإنّ موضوع العمل لا يقتصر على ما يعرف اليوم بعلم التاريخ الطبيعي، حيث أنّ بيلينوس نفسه حدّد موضوع العمل على أنّه «العالم الطبيعي، أو الحياة».
ينقسم العمل إلى 37 كتاب، مرتّبة في عشر مجلّدات. تتطرّق موسوعة التاريخ الطبيعي إلى المواضيع التالية: علم الفلك، الرياضيات، الجغرافيا، وصف الأعراق البشرية، علم الإنسان، علم وظائف أعضاء الإنسان، علم الحيوان، علم النبات، الزراعة، البستنة، علم الصيدلة، التعدين، علم المعادن، النحت، التصوير، نحت الأحجار الكريمة. أصبحت موسوعة التاريخ الطبيعي نموذجاً للموسوعات اللاحقة ولمناهج التدريس في العصور التالية، وذلك بسبب تنوّع المواضيع التي غطّتها، وبسبب أسلوب الاستشهاد بالمؤلّفين الأصليّين، وبسبب استخدام أسلوب الكشّاف.
كان العمل إهداءً إلى الإمبراطور تيتوس، ابن صديق بيلينيوس المقرّب، الإمبراطور فسبازيان. كان هذا العمل هو الأخير من أعمال بيلينيوس، لكنّ الوفاة داهمته قبل أن يقوم بمراجعة له، حيث توفّي أثناء ثوران بركان فيزوف عام 79 بعد الميلاد، علماً أنّ هذا العمل هو الوحيد المتبقّي له.